# Gornji Orlovci
Gornji Orlovci (cyr. Горњи Орловци) – wieś w Bośni i Hercegowinie, w Republice Serbskiej, w mieście Prijedor. W 2013 roku liczyła 497 mieszkańców.